# Red Rapier
Red Rapier (англ. Red Rapier — красная рапира) — проект тактической дозвуковой крылатой ракеты большой дальности, разрабатывавшейся в Великобритании в начале 1950-х годов. Предназначалась для обстрела с большой дистанции неприятельских объектов боевыми частями в обычном или ядерном снаряжении. Разработка продолжалась с 1950 по 1954-й год параллельно фирмами Vickers (под обозначением Vickers Red Rapier или «Type 725») и Bristol, под обозначением Bristol Red Rapier или «Type 182». Обе ракеты различались общей компоновкой и используемыми двигателями. По финансовым причинам, проект был закрыт в 1954 году.

## История
В 1950 году, британские военные сформулировали требования к «одноразовому бомбардировщику малого радиуса действия» (англ. Short Range Expendable Bomber) — бомбардировочному самолёту-снаряду, предназначенному для массированного обстрела территории неприятеля в случае войны. Созданная под явным влиянием германской Фау-1, новая крылатая ракета должна была быть дешёвой и доступной для массового производства даже в военное время. Согласно требованиям Operational Requirement 1097, ракета должна была:
- иметь дальность управляемого полёта не менее 465 км
- развивать скорость порядка 950 км/ч
- нести бомбовую нагрузку до 2270 кг (5000 фунтов)
- круговое вероятное отклонение не более 225 метров

Ракета должна была изготовляться из дешёвых и легкодоступных материалов (в том числе пластика). Управление предполагалось осуществлять по радиоканалу, с одновременным наведением (без взаимных помех) до 60 запущенных ракет в течение часа.
Боевая часть ракеты, предполагалась конвенционной: первые британские ядерные бомбы, появившиеся в 1953 году, весили слишком много, полагаться же целиком на американские боеголовки британцы не хотели. Предполагалось, что в перспективе, когда станет возможным создание более лёгких британских зарядов, ракеты будут оснащены 10-20 килотонными ядерными боевыми частями.

## Конструкция
В рамках требований OR.1097, под «радужным» кодовым обозначением «Red Rapier», фактически, разрабатывались две ракеты: Vickers «Type 725» и Bristol «Type 182». Иногда встречающаяся в литературе версия, что ракета «Bristol» обозначалась как «Blue Rapier» является ошибочным. Обе ракеты существенно отличались общей компоновкой.
Bristol «Type 182» — имела обтекаемой формы фюзеляж и стреловидное крыло с изменяемым (устанавливаемым перед вылетом) углом стреловидности. Под фюзеляжем ракеты, на единственном вертикальном стабилизаторе, монтировался турбореактивный двигатель Bristol BE.19 мощностью 16,7 кН.
Длина ракеты достигала 10,3 метра, размах крыла — 6,3 метра, стартовая масса — 4420 кг. Корпус изготавливался преимущественно из пластика.
Vickers «Type 725», также известная как «SP.2» — была спроектирована с расчётом на максимальное удешевление и упрощение производства в условиях военного времени. Очень простой цилиндрический корпус (изготовленный из дешёвой мягкой стали) оснащался прямоугольным высокорасположенным крылом и треугольным хвостовым оперением. На вертикальном и обеих горизонтальных стабилизаторах устанавливалось по одному турбореактивному двигателю Rolls-Royce Soar, мощностью в 7,8 кН.
Длина ракеты достигала 13,8 метров, стартовая масса — 5445 кг.
Обе ракеты должны были запускаться с рельсовых направляющих при помощи стартовых ракетных ускорителей. В качестве боевой нагрузки должна была устанавливаться либо одна 2300-килограммовая осколочно-фугасная бомба, либо пять отдельных 450-килограммовых бомб. При приближении к цели, ракета отстреливала крыло и пикировала на цель, сбрасывая боевую нагрузку.
Наведение ракеты должно было осуществляться при помощи автоматического устройства, принимающего сигналы наземных маяков радиоориентирования системы TRAMP. Рассматривалась также возможность использования систем Decca и LORAN.

## Закрытие программы
В 1954 году, проект фирмы Bristol уже был близок к завершению. Были проведены лётные испытания уменьшенного макета ракеты, запускаемой с борта бомбардировщика «Washington» над полигоном Вумера в Австралии. Тем не менее, быстрое развитие авиации привело к тому, что дозвуковые ракеты, подобные Red Rapier уже не могли считаться неуязвимыми для перехвата. Отсутствие ядерных зарядов приемлемых габаритов в британском арсенале делало обстрел противника данными ракетами как минимум неэффективным. Кроме того, радиус её действия все равно не позволял поражать объекты основного потенциального противника с территории Великобритании — СССР и стран Восточной Европы.
В свете тяжёлого экономического положения, и огромных затрат на создание комплексной системы противовоздушной обороны Великобритании, летом 1954 года правительство решило закрыть проект. Пытаясь сохранить финансирование, одна из фирм предложила создать сверхзвуковую версию ракеты, но начавшие поступать на вооружение V-бомбардировщики, с их впечатляющей дальностью и высотой полёта, являлись гораздо более эффективными носителями ядерного оружия.